# کاشت پیشرفته
کاشت پیشرفته (همچنین به عنوان «برداشت محصول بدون کشتن» شناخته می‌شود) یک روش کشاورزی است که توسط بروس مینارد در سال ۱۹۹۶ در نیو ساوت ولز، استرالیا گسترش یافت که امکان تولید محصولات سالانه از علفزارهای چندساله را فراهم می‌کند. این شامل کاشت خشک محصولات به‌طور مستقیم در مراتع موجود بدون استفاده از خاک‌ورزی، کود یا مواد شیمیایی است.

## اصول
کاشت پیشرفته دارای ۵ اصل اصلی است:
1. کاشت زمانی انجام می‌شود که خاک سطحی خشک شود.
2. باید از تجهیزات کاشت نوع کولتر استفاده شود.
3. در هیچ مرحله‌ای از علف‌کش یا آفت‌کش استفاده نمی‌شود.
4. در هیچ مرحله‌ای از کود استفاده نمی‌شود.
5. مدیریت چرا باید خوب باشد.